# 마법사 (톨킨)
이스타리(Istari, 단수형 이스타르 Istar)는 J. R. R. 톨킨의 소설「호빗」, 「반지의 제왕」 등에 등장하는 마법사 조직이다. 퀘냐로 "현자들"을 의미한다. 신다린으로는 이스론(Ithron, 복수형 이스린 Ithryn)이라고 한다. 노인의 모습을 하고 있지만, 강력한 육체와 정신을 가지고 있다. 제3시대에 가운데땅에 나타나 자유의지를 지닌 존재들 사이에서 지냈다.

## 아만에서 온 다섯 명의 사자
이스타리는 본래, 사우론에 맞서 가운데땅을 구할 수 있도록, 발라에 의해 아만으로부터 보내진 마이아였다. 이스타리의 정확한 수는 불명하지만, 제3시대 1000년 즈음 회색항구에 나타난 이들은 다섯 명이다.
발라들은 사우론의 패망과 가운데땅의 운명은 자유의지를 지닌 백성에 의해서 이루어져야 한다고 생각했기 때문에 사우론보다 약한 마이아를 선택해서 보냈다. 또한 발라는 이스타리의 활동에 제약을 걸어 그들이 가운데땅의 백성에게 아이누의 힘을 과시하고 지배하는 것을 금지했다. 이 때문에 그들은 주로 조언과 격려를 통해 가운데땅의 백성들을 보조하였고, 마법을 사용하는 일은 좀처럼 없었다. 어쩔 수 없이 힘을 행사할 때는, 아만의 사자로서의 지위를 나타내는 지팡이를 이용했지만, 지팡이가 없다고 해서 무력해지는 것은 아니었다.
이스타리는 노인의 모습을 하고 있으며, 가운데땅에 나타났을 때 이미 나이가 있어 보이는 모습이었다. 가운데땅의 도착한 이후의 노화는 느리게 이루어졌다. 이것은 이스타리가 어디까지나 조언자와 원조자라는 입장에서 가운데땅을 수호하는 것이 요구되었기 때문이다. 그들은 노인의 육체를 휘감는 을 통해 인간과 같은 고민과 괴로움, 죽음에 대한 공포를 가지게 되었다.
이때 아만에서의 기억은 점차 흐릿해져, 본래 가지고 있던 힘과 지혜는 퇴색되거나, 굶주림이나 상처 등의 육체적인 위험에 노출되어 쉽게 타락하거나, 죽는 것도 가능해졌다. 따라서 그들이 맡은 임무는 매우 어려운 것이었으며, 다섯 명의 이스타리 중 네 명이 임무를 포기한 것으로부터도 임무의 어려움을 알 수 있다. 결과적으로, 사우론 타도의 임무를 완수해 귀환한 이는 회색의 간달프 단 한 명 뿐이었다.

### 흰색의 사루만
이스타리 중 가장 뛰어난 이는 흰색의 사루만이었다. 본명은 크루모로 아울레에 의해서 선택되었다. 그는 아울레를 따르던 마이아 중에서도 사우론을 뒤잇는 권능의 소유자였다.
그러나 가운데땅에 온 그는 점차 타락해갔고, 사우론과 같이 강력한 힘을 얻고 싶은 갈망에 사우론에 복종했다. 사루만은 아이센가드에서 사우론의 부하로서 가운데땅에 공포를 흩뿌리게 된다. 그러나 사우론의 멸망과 함께 그의 야망도 무너졌고, 도망치던 중 살해당한다. 아만으로 돌아가려 했지만 거부당한 뒤 사악하지만 무력한 영이 되어 흩어졌다.

### 회색의 간달프
회색의 간달프의 본명은 올로린으로, 만웨에 의해서 선택되었다. 사루만과 달리 그는 속세에 정통했다. 황야를 넘나들며, 강자와 약자를 구별하지 않고 모든 백성의 친구가 되었다. 궁지에 몰린 이를 구하고, 절망한 이들에게는 조언에 해서 분발하게 했다. 반지 전쟁에도 크게 관여하였고, 그에 의해서 사우론은 파멸한다. 제 4시대에 인간들이 가운데땅을 재건하는 것을 지켜본 후, 회색항구에서 발리노르로 돌아갔다.

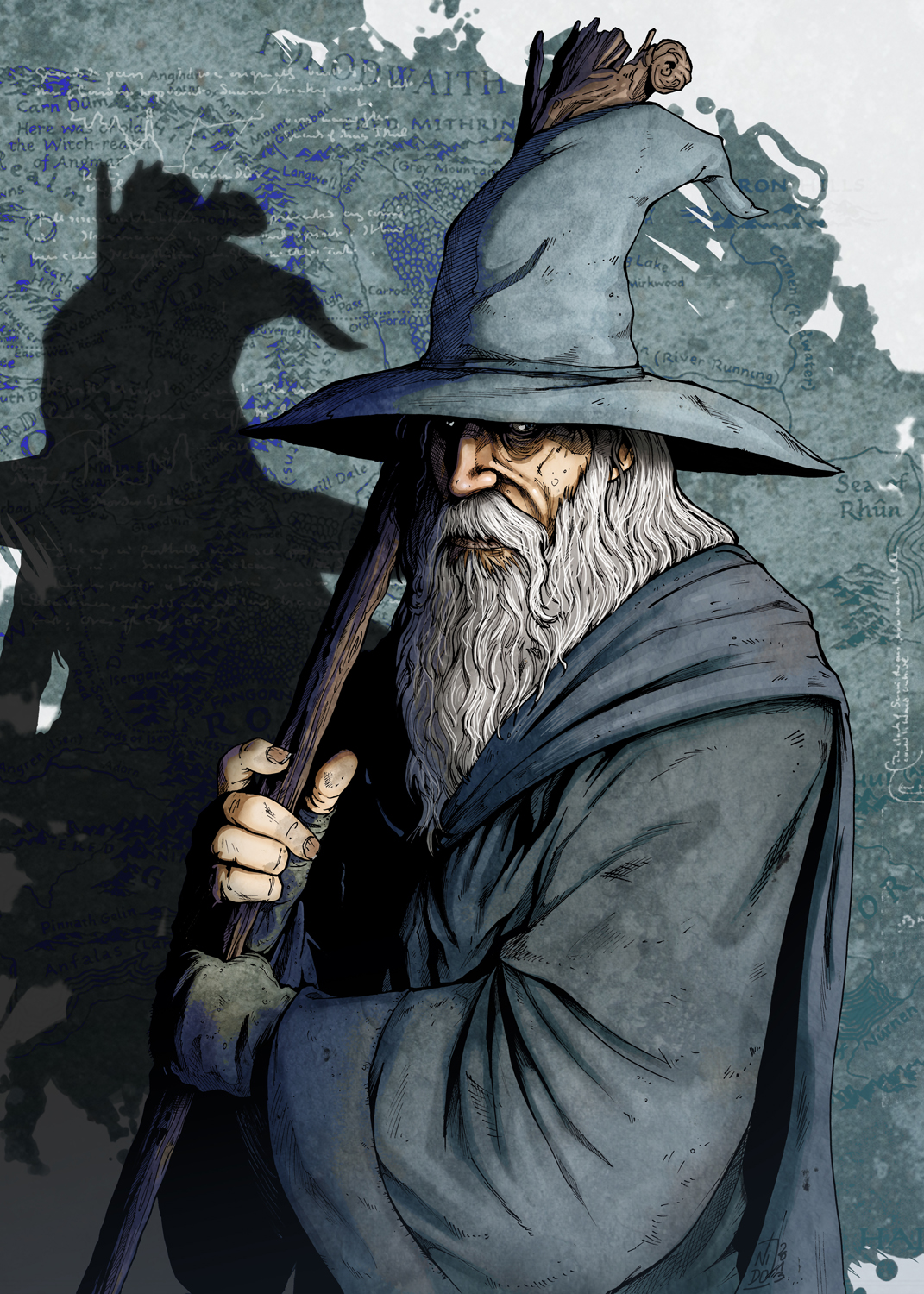
간달프

### 갈색의 라다가스트
갈색의 라다가스트의 본명은 아이웬디르로, 그는 야반나에 의해서 선택되었다. 그는 안두인 대하의 동쪽, 어둠의 숲의 로스고벨에 집을 짓고 살았다. 반지 전쟁에는 적지만 도움을 주었다. 반지전쟁이 끝난 후 가운데땅의 자연을 사랑한 나머지 사명을 잊었고, 가운데땅에 계속 머물렀다고 한다.

### 청색의 마법사들
파랑의 마법사에 대해서는 「반지 이야기」에서도 「실마릴리온」에서도 이름이 나오지 않고, 무엇을 하고 있었을지도 완전히 불명하다. 간달프도 「두 명의 이름은 잊어 버렸다」라고 말하고 있다.
「끝나지 않은 이야기」에 의하면, 파랑의 이스타리 두 사람은 비밀 명령을 띠어 누메노르의 판도의 아득한 앞, 동쪽과 남쪽의 지역에 보내진 사자였던 것이 틀림없다. 적지에 향하는 전도사와 같은 것이었다. 그들이 어떤 성과를 올렸는지는 모르지만, 사루만과 같이 그들도 실패했지만, 다만 분명하게 그와는 다른 잘못을 범한 것은 아닌가. 어쩌면 사우론의 몰락의 뒤까지 살아 남은 밀교나 「마법」의 개조가 되었을 것이라 한다.
「가운데땅의 사람들」에서는 파랑의 이스타리는 동방에서 이스타리로서 활동해, 사우론의 동맹군이 서방을 향하는 것을 방해하는 것으로 자유의 백성 승리에 공헌했다고 여겨진다.
이와 같이 파랑의 마법사에 대해서는 불명한 점이 많지만 전혀 모르는 것은 아니고, 2조의 이름이 남아 있다. 제3시대의 아라타르와 펄랜드, 또는 제2시대의 모리네타르와 로메스타모이다.

#### 알라타르와 팔란도
알라타르(Alatar)와 팔란도(Pallando)는 오로메에 의해서 선택되었다. 가운데땅으로의 그들은, 신다르어로 이스린 루인(Ithryn Luin, 단수형 Ithron Luin)(파랑의 마법사)으로 불렸다. 그들은 사루만과 함께 가운데땅의 동방으로 향해, 사루만만이 돌아왔다고 한다. 힘에 빠져 동방의 사우론의 하인화했는지, 임무를 방폐했는지, 혹은 임무에 실패해 붙잡히거나 살해당하거나 했는지, 누구도 모른다.

#### 모리네타르와 로메스타모
모리네타르(Morinehtar)와 로메스타모(Romestamo)는 각각, 「어두운 곳의 살육자」, 「동방의 구조자」를 의미한다. 그들은 사우론이 하나의 반지를 단련한 제2시대의 1600년 즈음 가운데땅에 나타나 안개국의 동방에서의 사우론의 세력의 감소에 근무하고, 제2시대, 제3시대를 통해서 어느 정도 이것에 성공했다고 여겨진다. 그 후, 글로르핀델과 함께 가운데땅으로 귀환했을지도 모른다.